# Arquitectura de l'Iran
L'arquitectura iraniana o arquitectura persa és l'arquitectura que s'ha construït al territori que ara correspon més o menys amb l'Iran contemporani i el continent cultural iranià. La seua història comença si fa no fa al 5000 ae, fins al present, amb exemples característics distribuïts en una àmplia zona des de Turquia i l'Iraq fins al nord de l'Índia i Tadjikistan, i des del Caucas fins a Zanzíbar. Els exemples d'edificis perses varien des de barraques camperoles a cases de te i jardins, des de pavellons a «alguns dels edificis més majestuosos que el món mai no ha vist». A més de portes, palaus i mesquites històriques, el ràpid creixement de ciutats, com la capital, Teheran (vegeu: arquitectura de Teheran), ha ocasionat una onada de demolicions i noves construccions.
L'arquitectura iraniana mostra una gran varietat, tant estructural com estètica, a partir d'un desenvolupament gradual i coherent de tradicions i experiències anteriors. Sense innovacions sobtades, i malgrat el repetit trauma d'invasions i xocs culturals, ha aconseguit «una individualitat diferent de la d'altres països musulmans». Se n'han assenyalat com a virtuts primordials: «un marcat sentit de forma i escala, inventiva estructural, sobretot en la volta i la cúpula, i enginy en la decoració amb llibertat».

Tradicionalment, el motiu formatiu rector de l'arquitectura iraniana ha estat el seu simbolisme còsmic «pel qual l'ésser humà es posa en comunicació amb les forces del cel». Aquest tema —compartit per quasi tota l'arquitectura asiàtica i que persisteix fins i tot en els temps moderns—, no sols ha donat unitat i continuïtat a l'arquitectura de Pèrsia, sinó que ha estat també la font principal del seu caràcter emocional. Segons l'historiador i arqueòleg Arthur Pope:
| «                                               | L'art suprem de l'Iran, en el sentit propi de la paraula, ha estat sempre l'arquitectura. La supremacia de l'arquitectura s'aplica als períodes pre i postislàmic. | » |
| — Introducing Persian Architecture, Arthur Pope | |   |

## Principis fonamentals

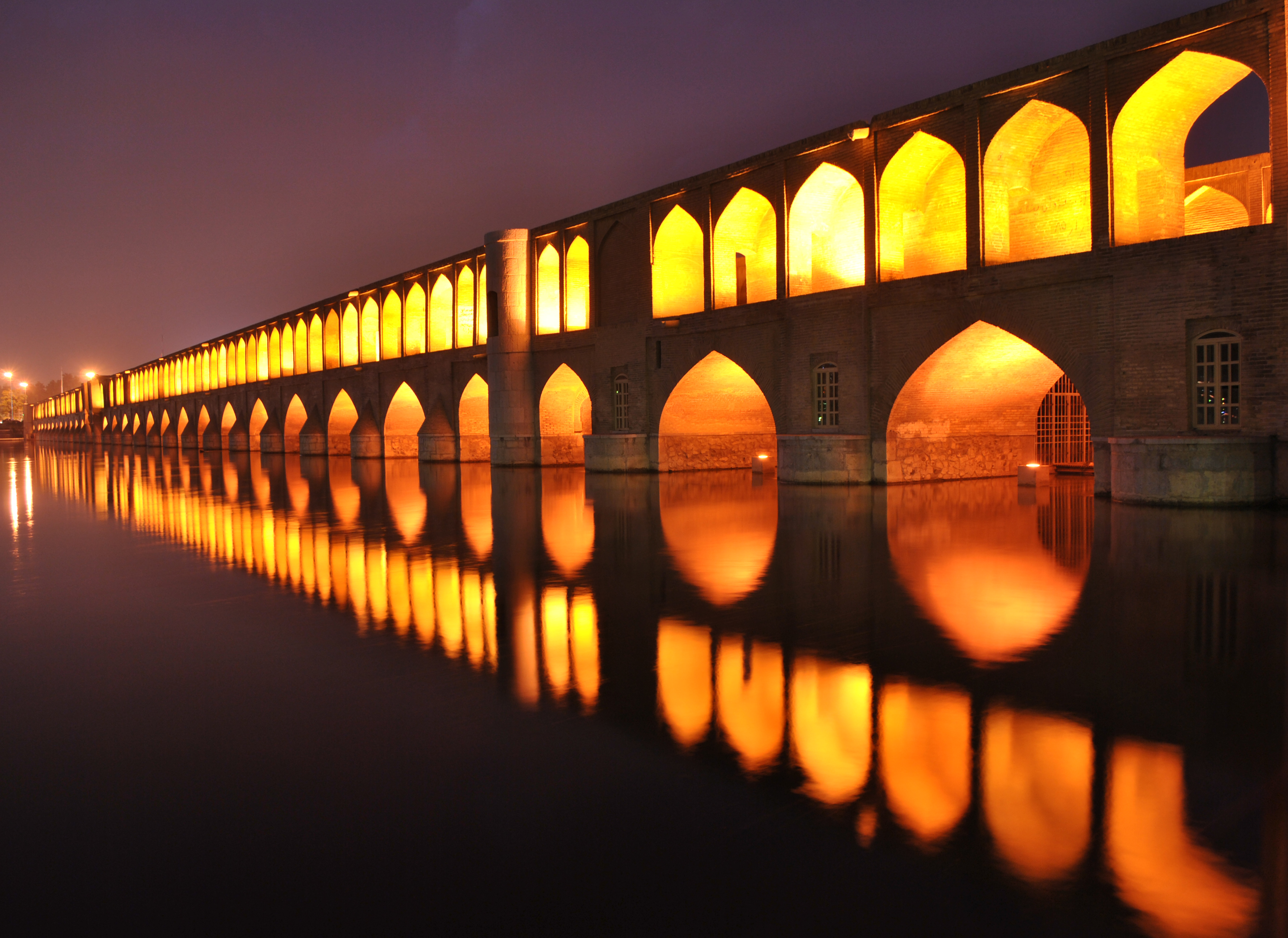
Si-o-seh pol

L'arquitectura persa tradicional ha mantingut una continuïtat que, tot i que temporalment interrompuda per conflictes polítics interns o invasió estrangera, ha aconseguit un estil inconfusible. En aquesta arquitectura,
| «                                           | (anglès) (..) there are no trivial buildings; even garden pavilions have nobility and dignity, and the humblest caravanserais generally have charm. In expressiveness and communicativity, most Persian buildings are lucid - even eloquent. The combination of intensity and simplicity of form provides immediacy, while ornament and, often, subtle proportions reward sustained observation. | (català) (...) no hi ha edificis trivials; fins als pavellons de jardí tenen noblesa i dignitat, i els caravanserralls més humils tenen encís. En expressivitat i comunicativitat, la majoria d'edificis perses són lúcids, fins eloqüents. La combinació d'intensitat i simplicitat de forma proporciona immediatesa, mentre que l'ornament i, sovint, subtils proporcions recompensen l'observació detallada. | » |
| — Persian Architecture, d'Arthur Upham Pope | | |   |

### Categorització d'estils

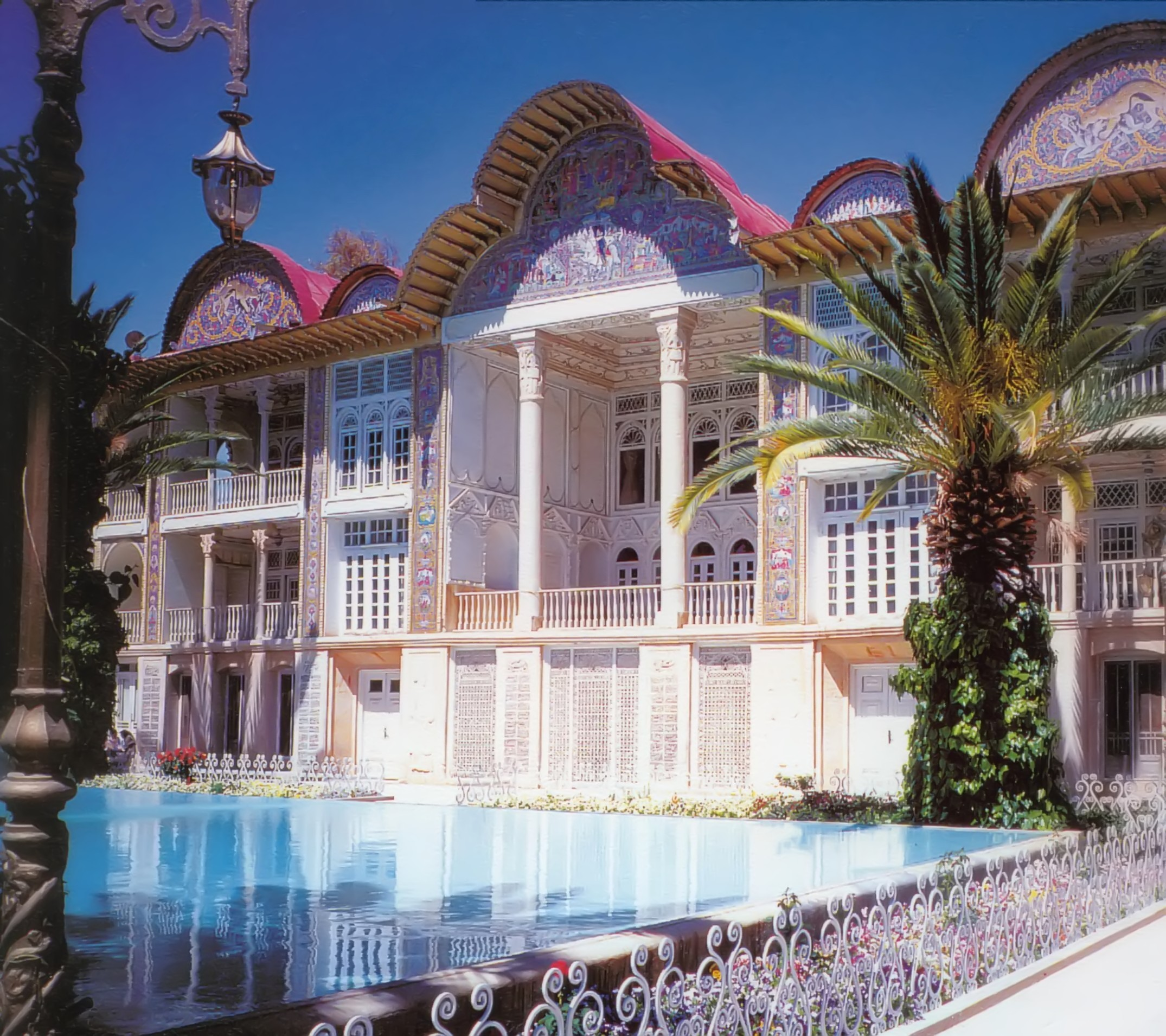
El Jardí d'Eram, a Siraz, és un edifici del i un llegat de la dinastia Zand

En general, l'arquitectura tradicional en terres iranianes es pot classificar en aquestes sis classes o estils (sabk"):
- Zoroàstrica o preislàmica:

- L'estil persa (fins al s. III ae), que comprén:

- estil prepersa (fins al s. VIII ae), per exemple, Chogha Zanbil;
- estil de l'Imperi mede (des del s. VIII ae al VI ae);
- estil aquemènida (des del s. VI ae al segle iv aC), que es manifesta en la construcció de ciutats espectaculars per al govern i de residència (com Persèpolis, Susa, Ecbàtana), en els temples per a l'adoració i reunions socials (com els temples zoroastrians), i en els mausoleus erigits en honor dels reis caiguts (com la tomba de Cir II el Gran).

- - L'estil part, que comprén dissenys d'aquestes èpoques:
    - època de l'Imperi Selèucida, per exemple, el temple d'Anahita, Khorheh;
    - època de la dinastia arsàcida de Pàrtia, per exemple, els conjunts reials de Nasa;
    - època de l'Imperi Sassànida, per exemple, Ghal'eh Dokhtar, el Taq-i Kisra, Bishapur, Darband.
- Islàmica:

- estil Khorasan (des de finals del s. VII fins al final del X), per exemple, la mesquita aljama de Naín i la mesquita aljama d'Esfahan;

- estil Razi (des del s. XI fins a la invasió mongola), que inclou mètodes i dispositius dels períodes:

- període samànida, per exemple, el Mausoleu Samànida;
- període gaznèvida, per exemple, la torre de Gonbad-e Qabus;
- període seljúcida, per exemple, les torres de Kharraqan;

- estil àzeri (des de finals del segle xiii fins a l'aparició de la dinastia safàvida al s. XVI), per exemple, Soltaniyeh, Arg-i Alishah, la mesquita aljama de Varamin, la mesquita Goharshad, la mesquita Bibi Khanum de Samarcanda, la tomba d'Abdas-Samad, Gur-e Amir, la mesquita aljama de Yazd;
- estil esfahanita, a partir del s. XVI i amb les dinasties safàvida, afxàrida, Zand i Qajar; per exemple, Chehelsotoon, Ali Qapu, Agha Bozorg, mesquita de Kashan, mesquita Xa, Mesquita Xeic Lotf Allah.

### Materials
Els materials de construcció de què es disposa a la zona dicten les formes principals en l'arquitectura tradicional iraniana. Les argiles pesants, fàcilment disponibles en diversos llocs de l'altiplà, han estimulat el desenvolupament de la més primitiva de totes les tècniques de construcció, el fang modelat, comprimit tan sòlidament com siga possible, i després deixat assecar. Aquesta tècnica, que s'utilitza a l'Iran des de l'antiguitat, mai ha estat completament abandonada. L'abundància de terra plàstica pesant, en conjunció amb una tenaç argamassa, també feu expandir-se l'ús del maó.

### Geometria
L'arquitectura iraniana fa ús d'abundant de geometria simbòlica, usant formes pures com cercles i quadrats, i les plantes es basen en els dissenys simètrics que sovint fan ús de patis rectangulars i salons.

### Disseny
Certs elements de l'arquitectura persa han persistit al llarg de la història de l'Iran. El més cridaner és una marcada sensació d'escala i un ús exigent de formes simples i massives; la constància de les preferències decoratives; el conjunt d'alts portals amb arc dins d'un rebaix; les columnes amb capitells de suport, i els tipus recurrents de planta i alçat. Al llarg dels segles aquests elements s'han repetit en tipus d'edificis completament diferents, i amb el patrocini d'una llarga successió de governs.

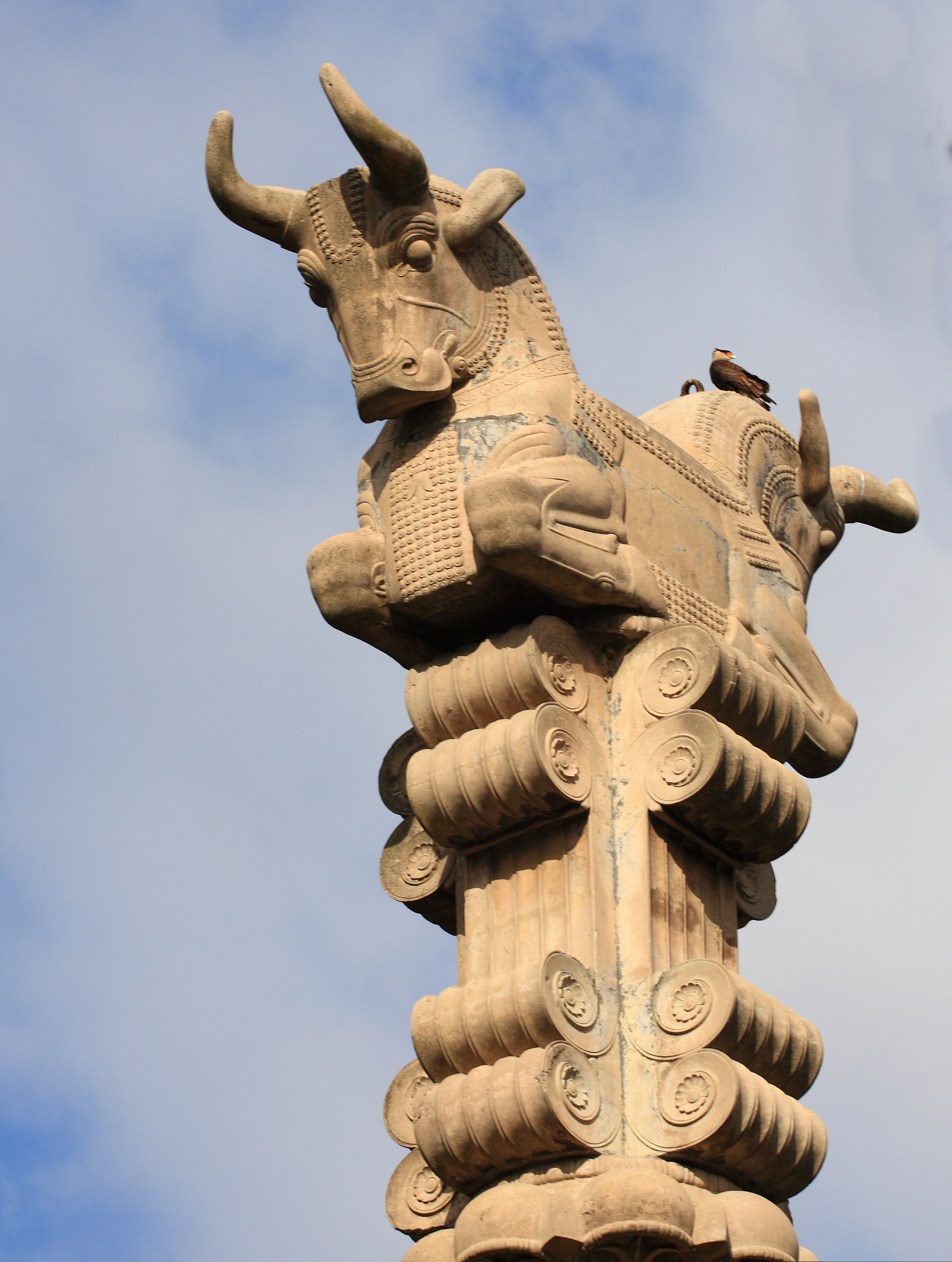
Columna d'estil persa, com es veuen a Persèpolis

El pòrtic de columnes, o talar, que es veu en les tombes excavades en la roca prop de Persèpolis, reapareix en els temples sassànides, i cap a finals de l'època islàmica fou utilitzat com a pòrtic d'un palau o mesquita, i s'adapten fins i tot a l'arquitectura de cases de te de carretera. De la mateixa manera, la gonbad sobre quatre arcs, tan característica dels temps sassànides, encara es troba en molts cementeris i imamzadehs hui per tot Iran. La noció de torres de terra que arriben al cel per barrejar-se amb les torres divines es perllongà fins al s. XIX, mentre que el pati interior i la piscina, l'entrada en angle i l'extensa decoració és antiga, però continua sent comuna i característica de l'arquitectura iraniana.

## Arquitectura preislàmica de Pèrsia

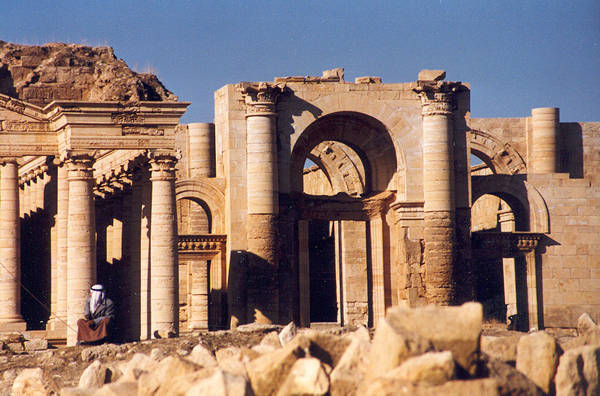
Hatra a l'Iraq. Al s. I ae, durant l'Imperi part, Hatra fou un centre religiós i comercial. Hui és Patrimoni mundial, protegit per la UNESCO

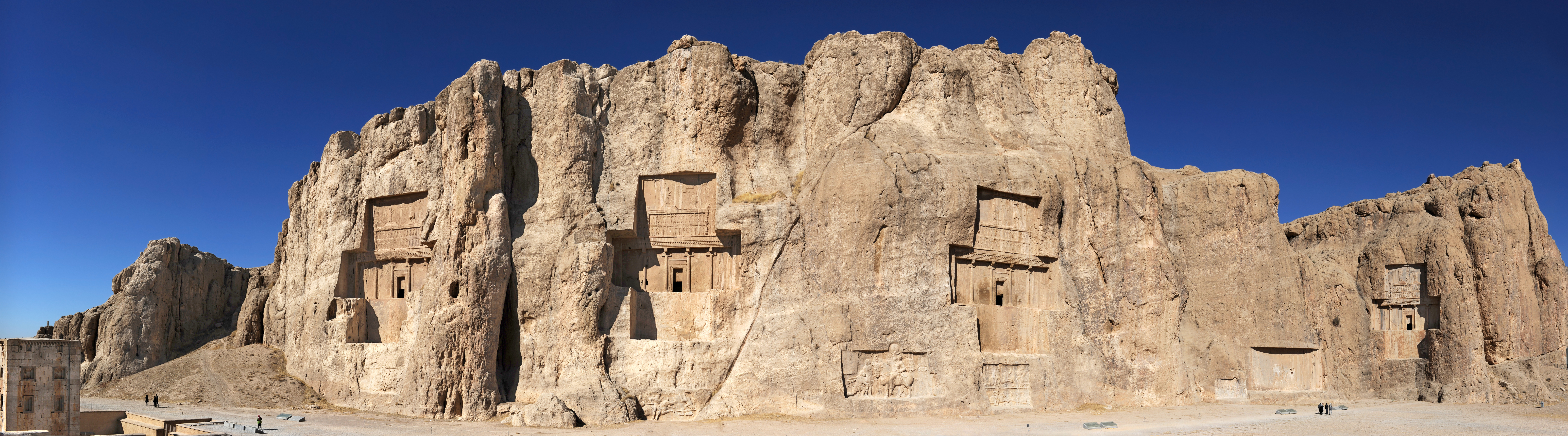
Vista panoràmica de la Naqsh-e Rostam. Aquest lloc conté les tombes de quatre reis aquemènides, inclosos els de Darios I i Xerxes

Els estils preislàmics es perllonguen 3.000-4.000 anys en diverses cultures de l'altiplà iranià. L'arquitectura postislàmica de l'Iran, al seu torn, atreu les idees de la seua predecessora preislàmica, i té formes geomètriques i repetitives, així com superfícies ricament decorades amb taulells, talla, estuc, maó, patrons florals, adorns i cal·ligrafia.

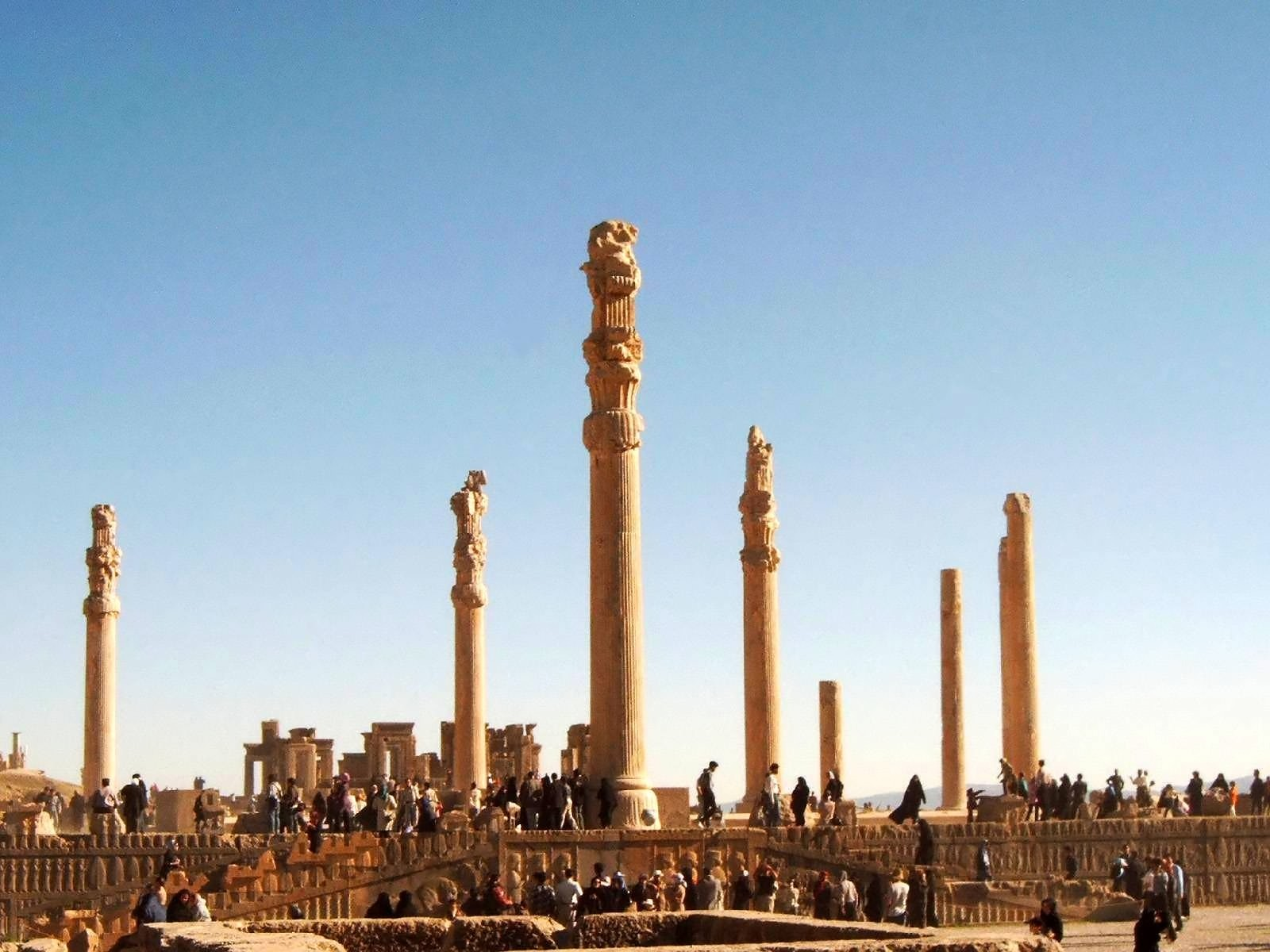
Les ruïnes de Persèpolis, construït fa 2.500 anys, durant el regnat de l'Imperi aquemènida

L'Iran és reconegut per la UNESCO com un dels bressols de la civilització.
Tajt-i Yamshid ('el tron de Yamshid') fou la capital de l'Imperi persa durant l'època aquemènida. Es troba a uns 70 km de la ciutat de Siraz, província de Fars, Iran. La seua construcció, començada per Darios I, continuà durant més de dos segles.
Cadascun dels períodes (elamites, aquemènides, parts i sassànides) foren creadors d'una gran arquitectura que, al llarg dels segles, s'estengué a altres cultures. Encara que l'Iran ha sofert la seua quota de destrucció, inclosa la decisió d'Alexandre el Gran de cremar Persèpolis, n'hi ha prou restes per fer una imatge de l'arquitectura clàssica.
Els aquemènides construïen a gran escala. Els artistes i els materials que empraven els dugueren de quasi tots els territoris del que llavors era l'estat més gran del món. Pasàrgada estableix la norma: la ciutat es presentava en un ampli parc amb ponts, jardins, columnates, palaus i pavellons de columnes obertes. Pasàrgada, Susa i Persèpolis expressaven l'autoritat del rei de reis i la gran extensió de la frontera imperial.
Amb els parts i sassànides aparegueren noves formes. Innovacions com l'enorme volta de canó, cambres, doms de maçoneria sòlida i altes columnes. Aquesta influència es mantindria en els anys següents.
Per exemple, la redonesa de la ciutat de Bagdad en l'abbàssida apunta als seus precedents perses, com Firouzabad a Fars. Al-Mansur contractà dos dissenyadors per planificar el disseny de la ciutat: Naubakht, antic persa zoroàstric, que també determina que la data de la fundació de la ciutat ha de ser astrològicament significativa, i Mashallah ibn Athari, un antic jueu de Khorasan.
Altra arquitectura preislàmica és la Ciutadella de Bam (enllaç). Era la major construcció de tova del món. Bam és una ciutat de la província de Kerman, al sud-est de l'Iran. L'enorme ciutadella, situada en la ruta de la seda, s'alçà abans del 500 a.e.c. i continuà habitada fins al 1850.

Les ruïnes de Persèpolis, Ctesifont, Jiroft, Sialk, Pasàrgada, Firouzabad i Arg-é Bam ens donen una idea llunyana de les contribucions perses a l'edificació.

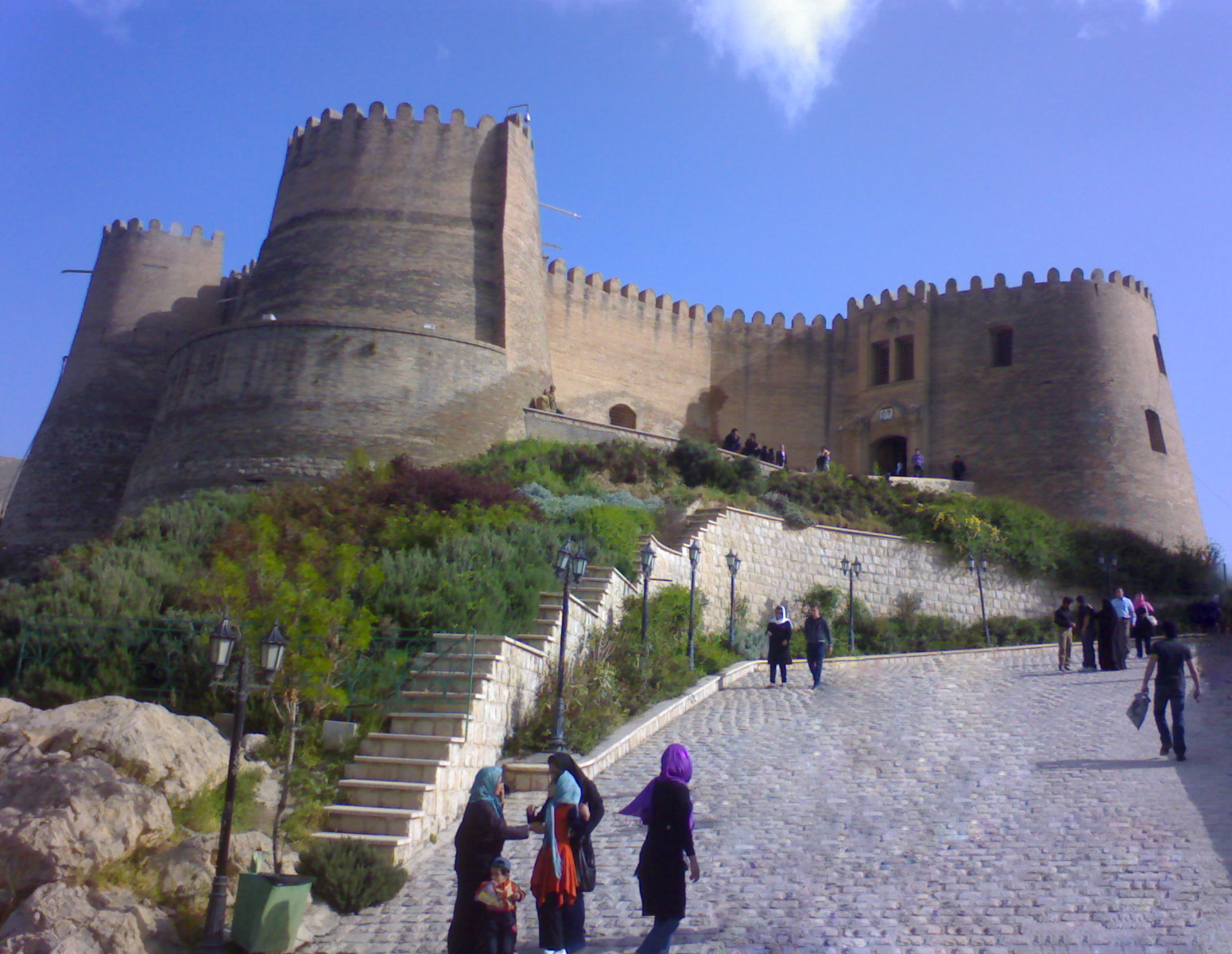
Dej-i Shaapour-khaast
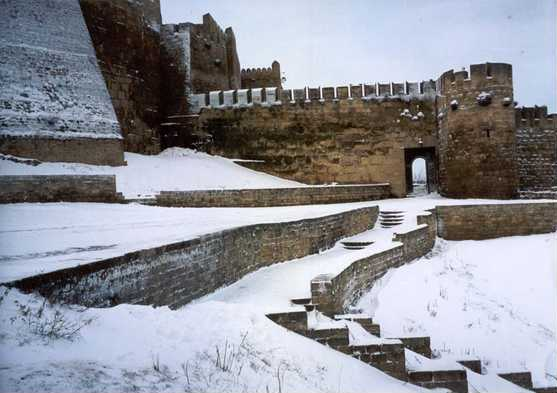
Fortalesa sassànida en Derbent (Rússia)
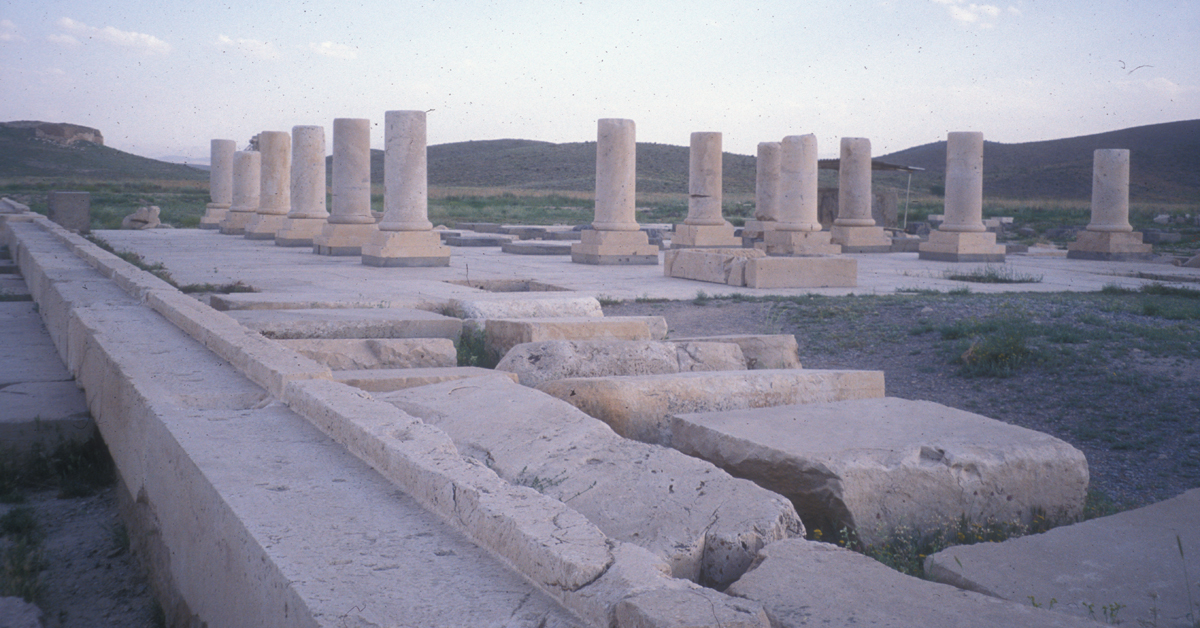
Pasàrgada
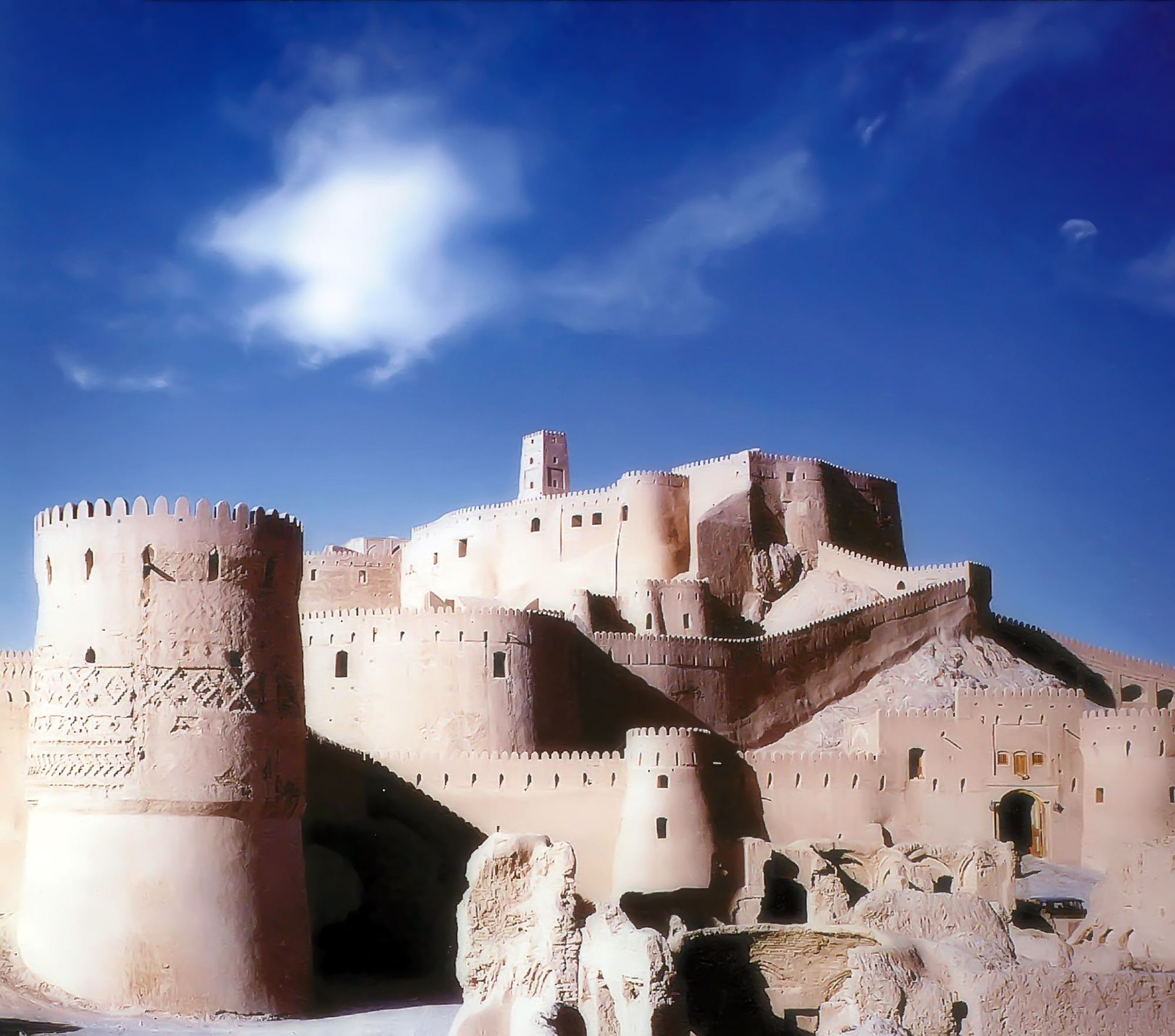
Arg-é Bam

## Arquitectura islàmica de Pèrsia
La caiguda de l'Imperi persa a la invasió de les forces islàmiques dugué a la creació de notables edificis religiosos a l'Iran. Arts com la cal·ligrafia, estucs, el treball del mirall i els mosaics es vincularen estretament a l'arquitectura a l'Iran en la nova era. Les excavacions arqueològiques han proporcionat molta evidència que recolza l'impacte de l'arquitectura sassànida en l'arquitectura del món islàmic.

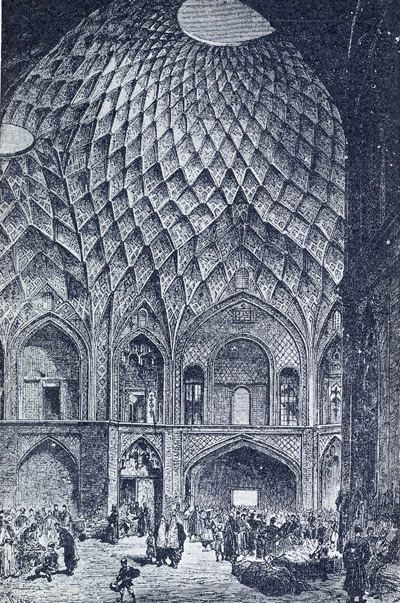
Timcheh-e-Aminoddowleh, basar de Kashan

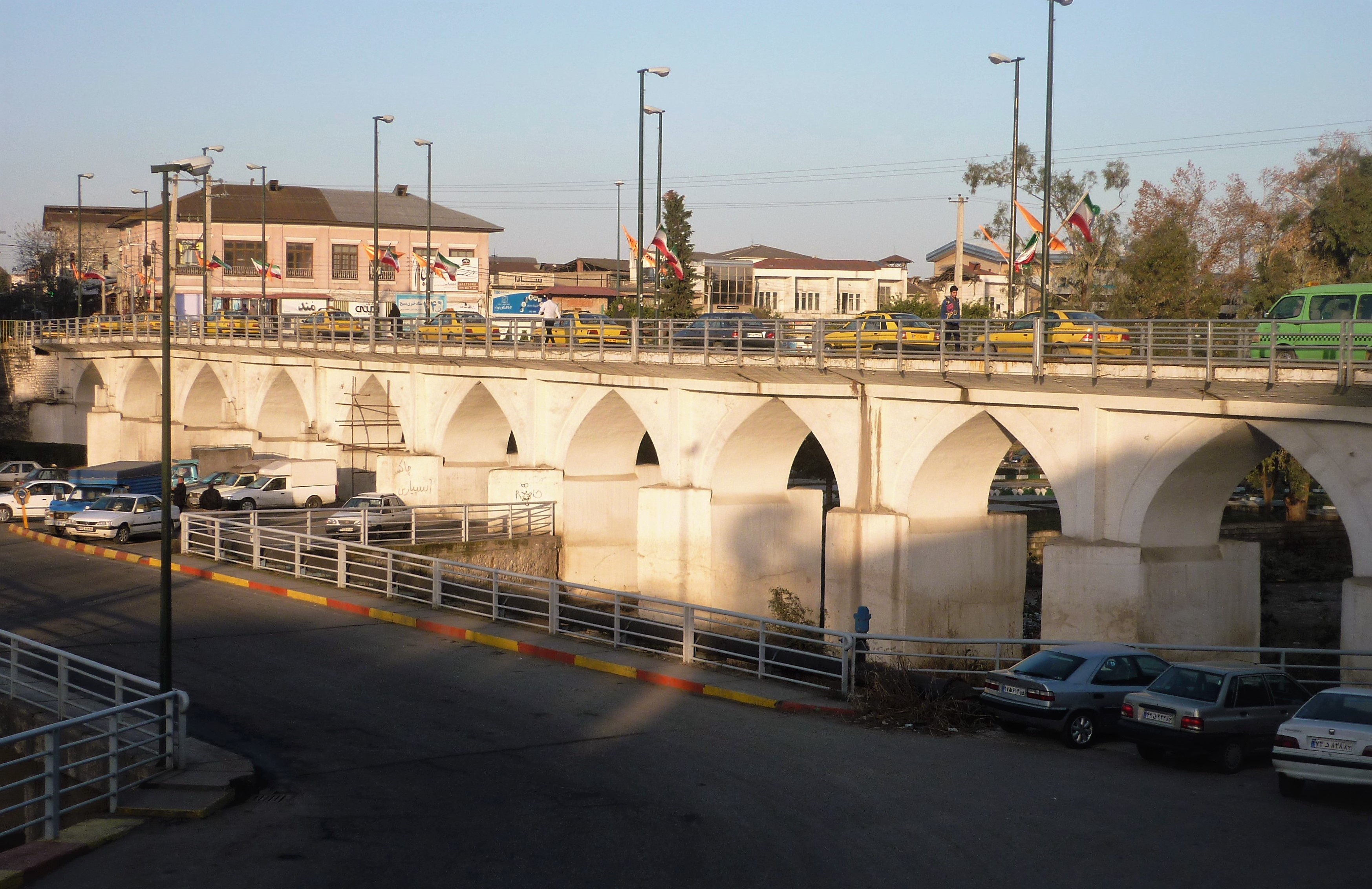
Pont Amol

Molts experts creuen que el període d'arquitectura persa del segle xv al segle xvii és el cim de l'era islàmica. Diverses estructures com mesquites, mausoleus, basars, ponts i palaus han sobreviscut d'aquest període.

L'Esfahan safàvida tractà d'aconseguir grandesa en l'escala (la plaça Naqsh-e Jahan d'Esfahan és la segona plaça més gran al món), sabent com construir edificis alts, amb amplis espais interiors. La qualitat dels ornaments, però, era menor en comparació la dels segles xiv i xv. Un altre aspecte d'aquesta arquitectura és l'harmonia amb la gent, el seu entorn i les seues creences. Alhora, hi ha regles estrictes que s'apliquen per dirigir aquest tipus d'arquitectura islàmica. Les grans mesquites de Khorasan, Esfahan, Tabriz i Amol, cadascuna utilitza geometria, materials i mètodes de construcció locals per expressar l'ordre, l'harmonia i la unitat de l'arquitectura islàmica. Quan s'examinen els principals monuments de l'arquitectura persa islàmica s'hi revelen relacions geomètriques complexes, una jerarquia estudiada de forma i adorns i grans profunditats de significat simbòlic. En paraules d'Arthur U. Papa, que ha estudiat extensament edificis antics perses i islàmics: «L'impacte significatiu de l'arquitectura persa és versàtil. No insuportable, sinó digne, magnífic i impressionant.»

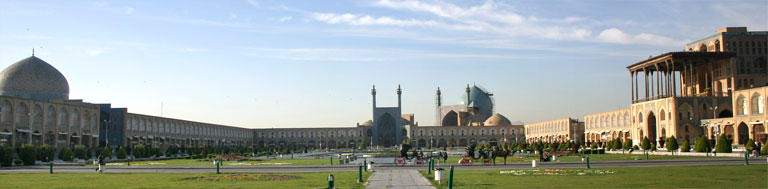
Naqsh-e Jahan, a Esfahan, és l'exemple d'arquitectura iraniana del